# Un recodo en el río
Un recodo en el río (título original: A Bend in the River) es una novela del Premio Nobel de Literatura V. S. Naipaul publicada en 1979. 
La novela fue preseleccionada para el Booker Prize de 1979.

## Contenido
La historia se sitúa en un impreciso país de África tras su independencia. Se trata de la narración en primera persona de Salim, un indio musulmán que trabaja como comerciante en una pequeña y emergente ciudad del interior del país. Aunque nacido y crecido en otro país, en concreto en una ciudad más cosmopolita de la costa (probablemente, Mombasa aunque también podría tratarse de Zanzíbar ya que un determinado pogromo descrito por el personaje recuerda a la Revolución de Zanzíbar), durante el periodo colonial, y no siendo ni europeo ni completamente africano, Salim observa los rápidos cambios en su tierra con la distancia de un extranjero. 
Aunque Salim nunca identifica el país donde vive, los acontecimientos resultan muy similares a los que llevaron a la transformación del Congo Belga en el Zaire bajo Mobutu Sésé Seko (denominado en la novela "El Gran Hombre"); igualmente, la ciudad sin nombre en la que se sitúa la novela guarda similitudes con el puerto fluvial zaireño de Kisangani. De hecho, Naipaul había visitado el Zaire en 1975 y escrito un artículo para el New York Review of Books titulado A New King for the Congo: Mobutu and the Nihilism of Africa. También se ha visto una resonancia de Idi Amin de Uganda - aunque, dado que hay muchas referencias a Uganda a lo largo del libro en el sentido de un lugar al que poder ir o del se conocen noticias, esto parece improbable.
La primera frase del libro está considerada como emblemática de la visión del mundo de su autor: 

El mundo es lo que es: los hombres que no son nada, que se permiten llegar a no ser nada, no tienen lugar en él.

Se trata también de una síntesis del argumento de la novela. La mayoría de los personajes están engullidos por el voraz mundo moderno. Ferdinand, un antiguo protegido de Salim y ahora comisario de la policía local, le dice:

Nadie se escapa. Vamos al infierno, lo presiento. Nos están matando. Nada tiene sentido. Por eso todo el mundo está tan desesperado. Todos quieren hacer dinero fácil y largarse. Pero, ¿adónde? Eso es lo que está volviendo loca a la gente.

No está claro si este punto de vista apocalíptico es aplicable al mundo en general o solo al África moderna, pero un crítico piensa que representa

el gradual oscurecimiento de la sociedad africana al volver a su condición histórica de arbusto y sangre.

 y piensa que esta respuesta pesimista muestra la 

incapacidad de Naipul para examinr las sociedades postcoloniales con alguna profundidad

En cualquier caso, los acontecimientos posteriores demostraron que la predicción de Naipaul para el Congo era demasiado optimista.